# 원종동
원종동(遠宗洞)은 경기도 부천시 오정구에 속하는 법정동이다. 이 법정동을 관할하는 행정동은 원종1동과 원종2동이다. 일부 지역은 성곡동에 속한다.
수도권 전철 서해선 원종역이 있다.

## 지명
시 승격 전 ‘먼마루’라고 불렸다. 춘의동 당아래에서 내려다 볼 때 '멀리 둥그렇게 산마루'처럼 보인다고 해서 붙여진 이름으로 멧마루라고도 부른다. 멧는 산을 뜻하고 마루는 으뜸, 또는 등성이를 뜻한다. 그러므로 원종동은 '산등성이에 위치하고 있는 마을'이란 뜻이다.

## 교육
- 오정초등학교
- 원일초등학교
- 원종초등학교
- 원종고등학교

## 교통
- 원종역

## 인구

2010 원종동 인구구조

2010년 원종동의 인구는 52,193명이고 이중 남자는 26,324명, 여자는 25,869명으로 남자가 많고 성비는 101.8이다. 14세 이하의 유소년 인구의 비율은 16.9%로 부천시 평균 15.8%보다 높고 노년 인구 비율은 7.8%이고, 가장 인구가 많은 연령대는 40~44세이다.